# 保贊·馬列錫
保贊·馬列錫（1985年1月14日—），生於塞爾維亞克拉古耶瓦茨，塞爾維亞足球運動員，司職中堅，在2011年帶領拿薩夫奪得2011年亞協盃冠軍，並當選決賽最佳球員，他在2014年8月加盟南華，成為近年香港最具級數的外援後衛，可是他最後因為南華選擇退出港超聯，自降甲組而離隊，已退役。

## 球員生涯
馬利西奇生於塞爾維亞克拉古耶瓦茨，其父親為業餘球員，而他在相對局勢平穩的鄉郊成長，在升讀中學後便加盟當地球會青年軍，直到在20多歲時，因前南斯拉夫被戰爭分裂，逼使他出國謀生加盟烏茲別克職聯球會拿薩夫，更在2011年以決賽最佳球員身份協助拿薩夫奪得亞協盃冠軍，數周後，他獲球會詢長詢問會否長期留在當地發展和提出協助辦理該國入籍的手續，結果他在2012年7月烏克蘭超聯球會。
在2014年7月，馬利西奇在遠赴希臘試腳時認識到在當地發展的前南華球員沙沙卡古特，並透過其經理人巴古沙來香港加盟老牌球會南華，加盟後，他獲委任為球會副隊長，並在2015年4月29日主場對菲律賓球會環球的亞協盃分組賽中，在54分鐘籍角球機會頭槌破網，取得加盟後的首個入球，協助南華以3–0勝出，結果他帶領南華成為首支在亞協盃分組賽中六戰全勝的香港球會。在球季結束後，他在香港足球明星選舉中榮膺最受球迷歡迎球星及以票王身份當選最佳十一人陣容。
但是在2016年1月30日，馬利西奇在以0–3不敵傑志的聯賽中，因扼着對方球員李毅凱的頸部而被球證以紅牌驅逐，而驅逐後更挑釁傑志的球迷，最終他被足總紀律委員會停賽4場，事後他在4月9日再對傑志的聯賽盃決賽時，在賽前如常與其他傑志球員握手，唯獨他在李毅凱面前拒絕與他握手，而在球季結束後，他再在香港足球明星選舉中榮膺最佳十一人陣容。
直到2017年6月，南華宣佈經重新檢視球隊近年發展後，選擇退出來屆的港超聯轉戰甲組聯賽，培育青年球員，而馬利西奇與南華解決合約問題後，離隊轉會菲律賓甲組聯賽球會達沃阿古拿斯。
同年11月他與球會解約回復自由身，並獲前南華教練馬里奧招手，在2018年1月4日與印超聯球會萬隆簽約。

## 球場以外
馬利西奇初加盟南華時，因滿面鬍鬚，在首日操練便有個「狼人」的稱號，他因為希望給人危險的感覺和在比賽時加添殺氣，故在胸前紋上骷髏頭圖案，而他在頸部紋上一對翼，寫着「Laugh Now」及「Cry Later」的句子，象徵着其人生路上曾遇高高低低的寫照。

## 榮譽
拿薩夫
- 亞協盃冠軍（2011年）

南華
- 香港社區盃冠軍（2014、2015年）

個人
- 香港足球明星選舉 最受球迷歡迎球星（2014–15季度）
- 香港足球明星選舉 最佳十一人（2014–15季度、2015–16季度）

## 外部連結
- 香港足球總會網頁球員註冊資料 （页面存档备份，存于）